# Perstorps kommun
Perstorps kommun är en kommun i Skåne län. Centralort är Perstorp. Kommunen är till invånarantalet Skåne läns minsta kommun.
Kommunen är belägen inom norra Skånes urbergsområde. Dess landskap är varierat och utgörs av växlande små åkerfält, betesmarker och bok- och ekklädda kullar. I början av 2020-talet fanns cirka 40 procent av kommunens arbetstillfällen inom tillverkningsindustrin. Största arbetsgivaren var dock kommunen själv. 
Med undantag för enskilda år låg folkmängden relativt still fram till mitten av 1990-talet då utflyttningen ökade. Under 2000-talet har trenden vänt och kommunen har sett en befolkningsökning. Socialdemokraterna var största parti i valen fram till 2018, från 2010 tätt följt av det lokala partiet Perstorps framtid. I valet 2018 fick Perstorps framtid flest mandat. Mandatperioden 2022–2026 styrs kommunen av en koalition bestående av Socialdemokraterna, Moderaterna, Centerpartiet, Kristdemokraterna och Perstorps framtid.

## Administrativ historik

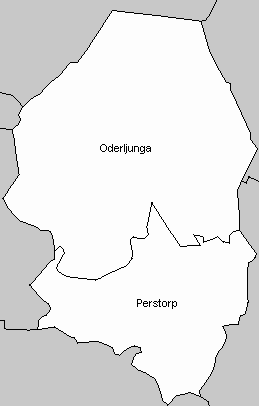
Socknar i nuvarande Perstorps kommun.

Kommunens område motsvarar socknarna: Perstorp och Oderljunga, båda i Norra Åsbo härad. I dessa socknar bildades vid kommunreformen 1862 landskommuner med motsvarande namn. Perstorps municipalsamhälle inrättades 23 maj 1935 i Perstorps landskommun vilken ombildades 1947 till Perstorps köping. Vid kommunreformen 1952 införlivades Oderljunga landskommun i Perstorps köping.
Perstorps kommun bildades vid kommunreformen 1971 genom en ombildning av Perstorps köping. Kommunen ingick från bildandet till 2001 i Klippans domsaga, före 1974 benämnd Norra Åsbo domsaga, och kommunen ingår sedan 2001 i Helsingborgs domsaga.

## Geografi

### Topografi och hydrografi
Kommunen är belägen inom norra Skånes urbergsområde. Dess landskap är varierat och utgörs av växlande små åkerfält, betesmarker och bok- och ekklädda kullar. Topografin är småskalig och moränterrängen kuperad och bitvis täckt med breda stråk av isälvsavlagringar. Barrblandskog dominerar i moränområden. Småsjöar och myrområden med inslag av högmosse, kärr samt vegetation av exempelvis klockljung och pors återfinns mellan kullarna.
Nedan presenteras andelen av den totala ytan 2020 i kommunen jämfört med riket.
|  | Bebyggelse (8,4 %) |

|  | Skog (71,1 %) |

|  | Öppen myrmark (2,2 %) |

|  | Jordbruksmark (12,5 %) |

|  | Övrig mark (5,8 %) |

|  | Bebyggelse (3,1 %) |

|  | Skog (68,0 %) |

|  | Öppen myrmark (7,2 %) |

|  | Jordbruksmark (7,4 %) |

|  | Övrig mark (14,3 %) |

### Naturskydd
År 2023 fanns tre naturreservat i Perstorps kommun; Mulleskogen, Uggleskogen och Varshultamyren.
Mulleskogen är ett kommunalt naturreservat om 21 hektar bildat 2012. I reservatet samsas blandlövskog, alsumpskog och en del planterad granskog med ett antal karpdammar anlagda under 1800-talet. Reservatet gränsar till Uggleskogen, även det ett kommunalt naturreservat. Uggleskogen består av 37 hektar gammal bokskog och bildades 2002. I reservatet, som även är skyddat Natura 2000-område, växer flera rödlistade lavar så som bokvårtlav, lunglav och dvärgbägarlav. Varshultamyren är ett statligt naturreservat och dess 154 hektar sträcker sig även in i Klippans kommun. Reservatet som bildades 2014 består av en högmosse och är även skyddat enligt Natura 2000.

### Administrativ indelning
Fram till 2016 var kommunen för befolkningsrapportering indelad i en församling: Perstorps församling.

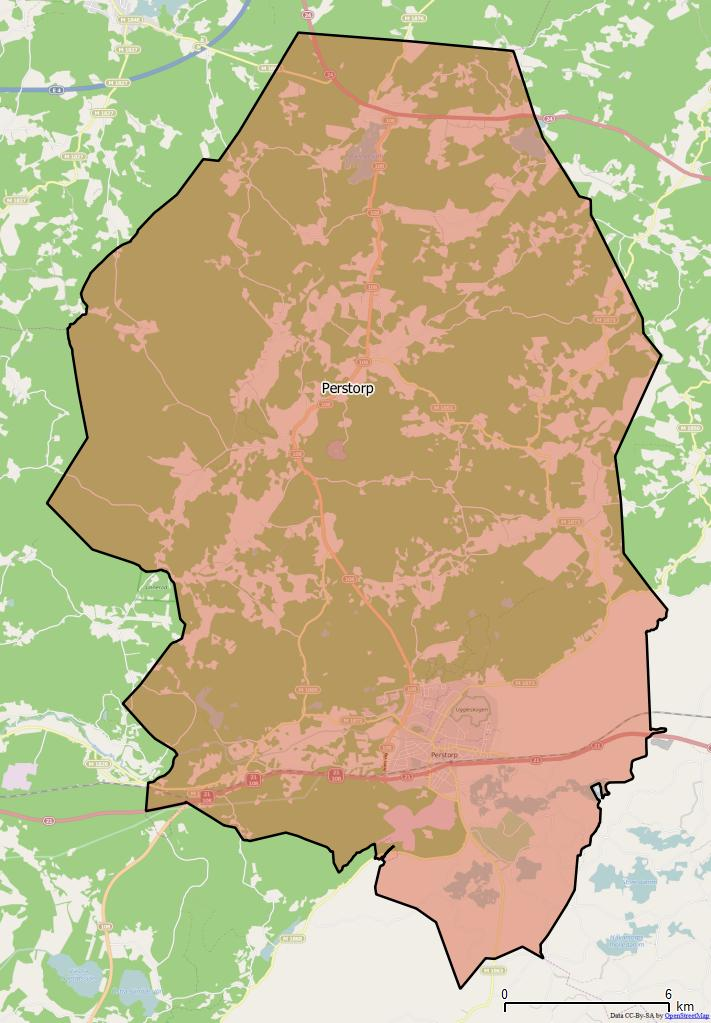
Distrikt inom Perstorps kommun

Från 2016 indelas kommunen i ett enda distrikt, Perstorps distrikt.

### Tätorter
Det finns en tätort i Perstorps kommun: Perstorp.

## Styre och politik

### Styre
Mandatperioden 2010–2014 styrdes kommunen av Alliansen i koalition med det lokala politiska partiet Perstorps Framtid. Tillsammans samlade de fem partierna 19 av 35 mandat i kommunfullmäktige. Mandatperioden 2014–2018 stannade Moderaterna, Centerpartiet och Kristdemokraterna kvar vid makten. Liberalerna och Perstorps framtid fick dock lämna över till Socialdemokraterna. Den nya koalitionen samlade 18 av de 35 mandaten i kommunfullmäktige. 
I valet 2018 samlade Perstorps framtid knappt 30 procent av rösterna och tog därför för första gången över ledarrollen i en styrande koalition. Den nya styrande koalitionen bestod av Perstorps Framtid, Moderaterna, Centerpartiet, Kristdemokraterna och Miljöpartiet. Det största partiet efter valet 2022 blev det nya politiska partiet Vi i Perstorp, dessa kom dock inte till makten. Istället togs styret över av en koalition bestående av Socialdemokraterna, Moderaterna, Centerpartiet, Kristdemokraterna och Perstorps framtid.

### Kommunfullmäktige

#### Presidium
| Presidium 2022–2026    | Presidium 2022–2026 | Presidium 2022–2026  |
| ---------------------- | ------------------- | -------------------- |
| Ordförande             | M                   | Håkan Abrahamsson    |
| Förste vice ordförande | S                   | Veronicha Pettersson |
| Andre vice ordförande  | SD                  | Rickard Andersson    |

#### Mandatfördelning 1970–2022
|  | 16 | 8 | 5 | 5 |

| 30 | 5 |

|  | 15 | 10 | 3 |  | 5 |

| 28 | 7 |

|  | 15 | 9 | 3 |  | 6 |

| 27 | 8 |

| 16 |  | 7 | 3 |  | 7 |

| 25 | 10 |

| 16 |  | 6 | 2 |  | 9 |

| 25 | 10 |

|  | 15 | 2 | 5 | 4 |  | 7 |

| 24 | 11 |

| 15 | 2 | 3 | 5 | 3 |  | 6 |

| 23 | 12 |

| 14 | 8 | 3 | 3 | 7 |

| 22 | 13 |

| 2 | 16 | 8 | 2 |  | 6 |

| 19 | 16 |

| 4 | 12 | 2 | 5 | 3 | 3 | 6 |

| 18 | 17 |

| 2 | 15 | 2 | 6 | 3 | 2 | 5 |

| 18 | 17 |

| 3 | 12 | 2 | 3 | 5 | 2 | 2 | 6 |

| 20 | 15 |

| 2 | 10 |  | 3 | 9 | 3 |  |  | 5 |

| 21 | 14 |

|  | 10 |  | 6 | 9 | 3 |  | 4 |

| 22 | 13 |

| 9 |  | 7 | 10 | 3 |  | 4 |

| 20 | 15 |

|  | 6 | 6 | 5 | 4 | 2 |  | 2 |

| 15 | 12 |

### Nämnder

#### Kommunstyrelse
| Presidium 2022–2026    | Presidium 2022–2026 | Presidium 2022–2026 |
| ---------------------- | ------------------- | ------------------- |
| Ordförande             | S                   | Ronny Nilsson       |
| Förste vice ordförande | M                   | Patrik Ströbeck     |
| Andre vice ordförande  | ViP                 | Charlotta Wendt     |

#### Övriga nämnder
| Nämnd                        | Ordförande | Ordförande           | Vice ordförande | Vice ordförande     | Andre vice ordförande | Andre vice ordförande |
| ---------------------------- | ---------- | -------------------- | --------------- | ------------------- | --------------------- | --------------------- |
| Barn- och utbildningsnämnden | C          | Marie Gärdby         | S               | Valter Titusson     | SD                    | Rickard Andersson     |
| Byggnadsnämnden              | PF         | Kim Svitser          | SD              | Birger Henriksen    |                       |                       |
| Kultur- och fritidsnämnden   | S          | Veronicha Pettersson | SD              | Mona-Lisa Stålbrand |                       |                       |
| Räddningsnämnden             | S          | Ronny Nilsson        | M               | Patrik Ströbeck     | ViP                   | Charlotta Wendt       |
| Socialnämnden                | S          | Johan Djärvenskiöld  | PF              | Yvonne Långström    | ViP                   | Catharina Henriksson  |
| Valnämnden                   | S          | Elisabeth Holmer     | ViP             | Jimmy Nilsson       |                       |                       |

## Ekonomi och infrastruktur

### Näringsliv
I början av 2020-talet fanns cirka 40 procent av kommunens arbetstillfällen inom tillverkningsindustrin. Det klart dominerande företaget var kemiföretaget Perstorp AB, med 375 anställda 2022. Andra större företag var Esab Perstorp AB och Johnson Matthey Formox AB. Största arbetsgivaren var kommunen själv med 725 anställda 2022.

### Infrastruktur

#### Transporter
Riksväg 21 löper genom södra delen av kommunen i öst-västlig riktning och riksväg 24 i samma riktning men i norra delen av kommunen. Området genomkorsas även av länsväg 108 samt av järnvägen Helsingborg–Hässleholm.

## Befolkning

### Befolkningsutveckling
Kommunen har 7 235 invånare (31 december 2024), vilket placerar den på 247:e plats avseende folkmängd bland Sveriges kommuner. Området hade under 1960-talet en befolkningsökning, trenden bröts dock strax efter att kommunen bildades 1971 och istället minskade befolkningen markant. År 1989 hade kommunen en kraftig inflyttning men i övrigt låg folkmängden relativt stadigt fram till mitten av 1990-talet då utflyttningen ökade. Kommunen har sett en befolkningsökning under 2000-talet vilken till en början kunde härledas till inflyttning från angränsande kommuner, under senare delen av 2010-talet har inflyttningen istället kunnat härledas till inflyttning från utlandet. Denna trend bröts dock 2020.
| Befolkningsutvecklingen i Perstorps kommun 1970–2020 | Befolkningsutvecklingen i Perstorps kommun 1970–2020 | Befolkningsutvecklingen i Perstorps kommun 1970–2020 | Befolkningsutvecklingen i Perstorps kommun 1970–2020 | Befolkningsutvecklingen i Perstorps kommun 1970–2020 |
| ---------------------------------------------------- | ---------------------------------------------------- | ---------------------------------------------------- | ---------------------------------------------------- | ---------------------------------------------------- |
|                                                      |                                                      |                                                      |                                                      |                                                      |
| År                                                   |                                                      |                                                      | Folkmängd                                            |                                                      |
| 1970                                                 | 1970                                                 |                                                      | 7 902                                                |                                                      |
| 1975                                                 | 1975                                                 |                                                      | 7 407                                                |                                                      |
| 1980                                                 | 1980                                                 |                                                      | 7 526                                                |                                                      |
| 1985                                                 | 1985                                                 |                                                      | 7 185                                                |                                                      |
| 1990                                                 | 1990                                                 |                                                      | 7 527                                                |                                                      |
| 1995                                                 | 1995                                                 |                                                      | 7 346                                                |                                                      |
| 2000                                                 | 2000                                                 |                                                      | 6 745                                                |                                                      |
| 2005                                                 | 2005                                                 |                                                      | 6 886                                                |                                                      |
| 2010                                                 | 2010                                                 |                                                      | 7 061                                                |                                                      |
| 2015                                                 | 2015                                                 |                                                      | 7 211                                                |                                                      |
| 2020                                                 | 2020                                                 |                                                      | 7 476                                                |                                                      |

## Kultur

### Kulturarv
Ett exempel på kulturarv i Perstorps kommun är Altarstenen i Oderljunga, en plats som enligt sägnen användes för friluftsgudstjänster för att undvika snapphanar. 

### Kommunsymboler

#### Kommunvapen
Blasonering: I blått fält tre bokfruktskålar av guld, ordnade två och en, och däröver en ginstam av guld, belagd med en blå karp med röd beväring. Vapnet fastställdes för Perstorps köping 1948 och registrerades hos Patent- och registreringsverket för kommunen 1974. Bokfrukterna syftar på natur och industri och fisken på karpodling.

#### Kommunfågel

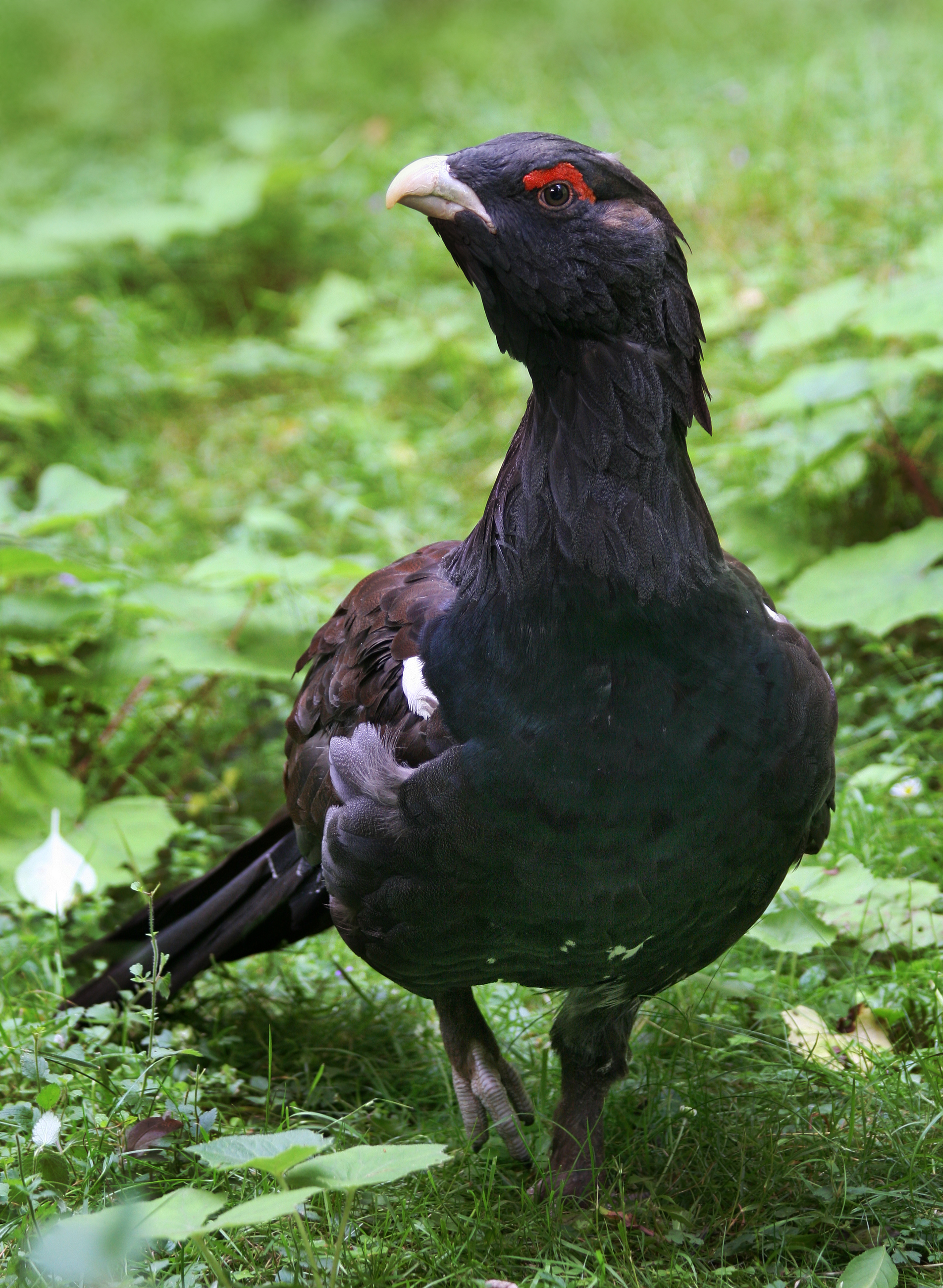
Tjädern är Perstorps kommunfågel.